# Mukrampur Khema
Mukrampur Khema is een census town in het district Bijnor van de Indiase staat Uttar Pradesh.

## Demografie
Volgens de Indiase volkstelling van 2001 wonen er 11.127 mensen in Mukrampur Khema, waarvan 53% mannelijk en 47% vrouwelijk is. De plaats heeft een alfabetiseringsgraad van 52%.